# NGC 4890
NGC 4890 (również PGC 44793) – magellaniczna galaktyka spiralna (Sm), znajdująca się w gwiazdozbiorze Panny. Odkrył ją William Herschel 11 marca 1787 roku.